# Wickenburghseweg
De Wickenburghseweg is een straat in de Nederlandse plaats 't Goy, gemeente Houten. De straat loopt vanaf de Beusichemseweg tot aan de Tiendweg. De Wickenburghseweg is ca. 1,8 km lang. Tot begin jaren '60 droeg deze weg een andere naam, nl Goyse Molensteeg. 
Er bevinden zich enkele monumentale boerderijen en huizen alsook het voormalig kasteel Wickenburgh aan de Wickenburghseweg. Op de Wickenburghseweg komt enkel het Groenedijkje uit.

## Monumenten aan de Wickenburghseweg

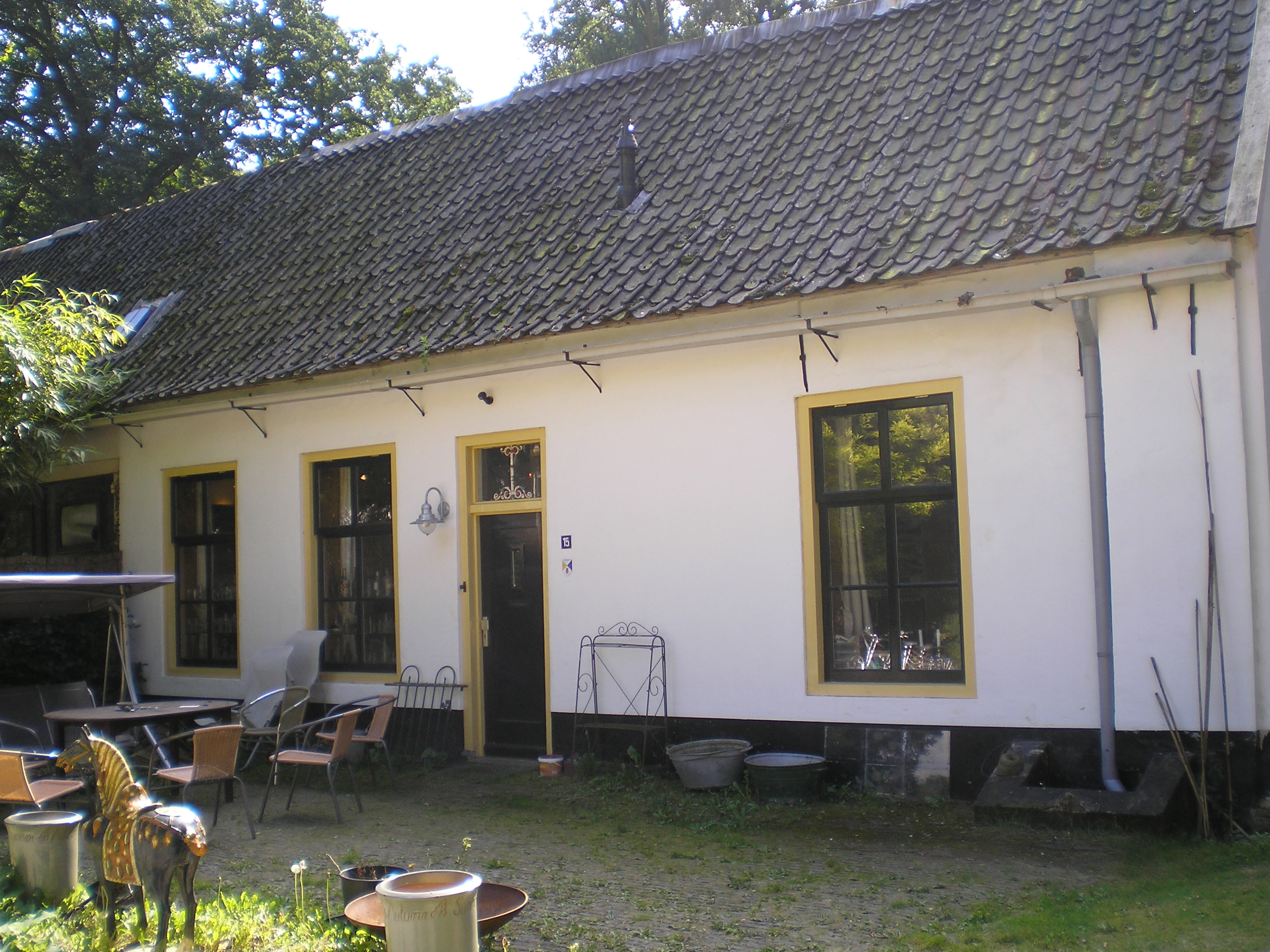
Tuinmanswoning aan de Wickenburghseweg 15
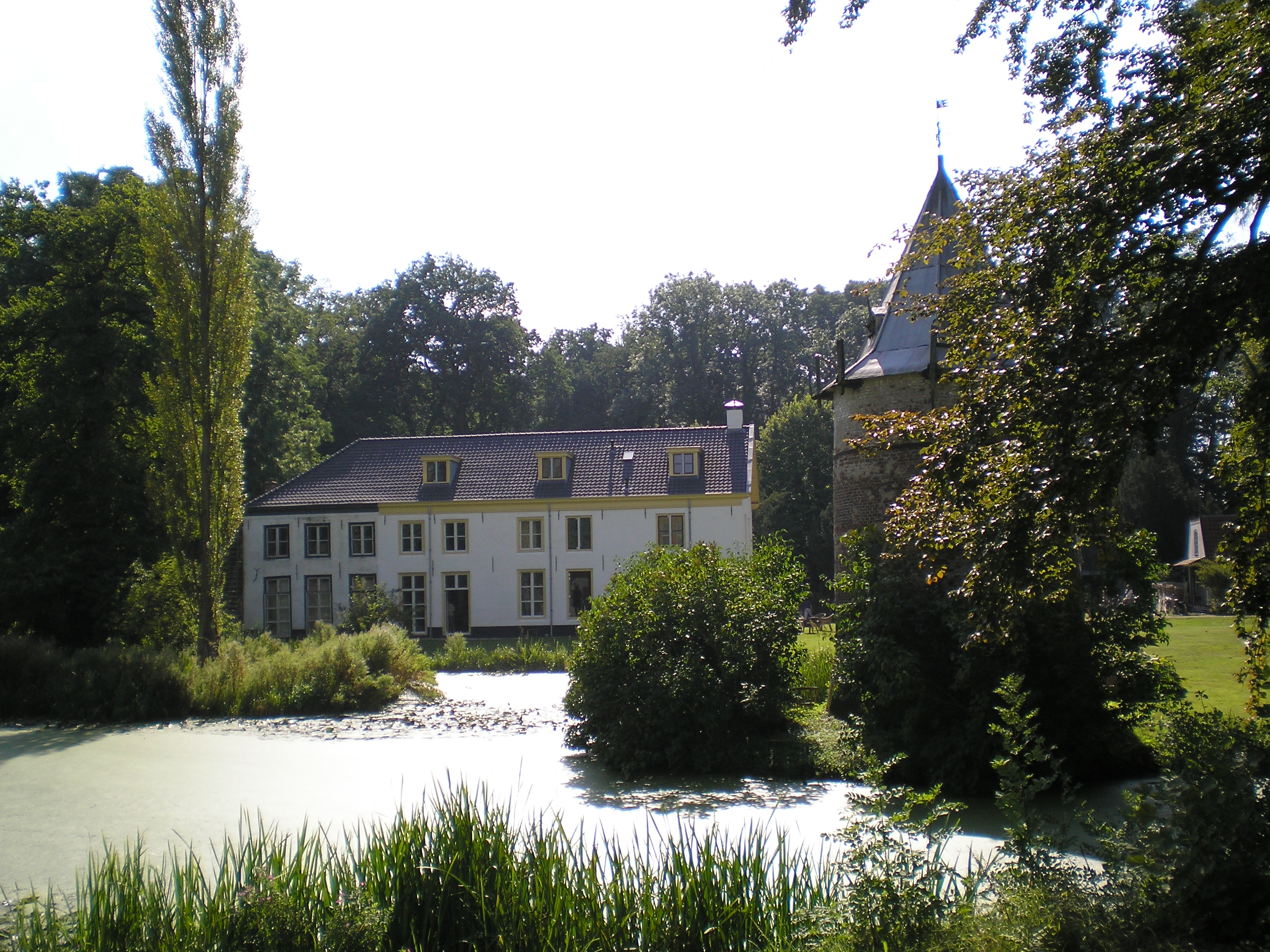
Voormalig kasteel Wickenburgh aan de Wickenburghseweg 17
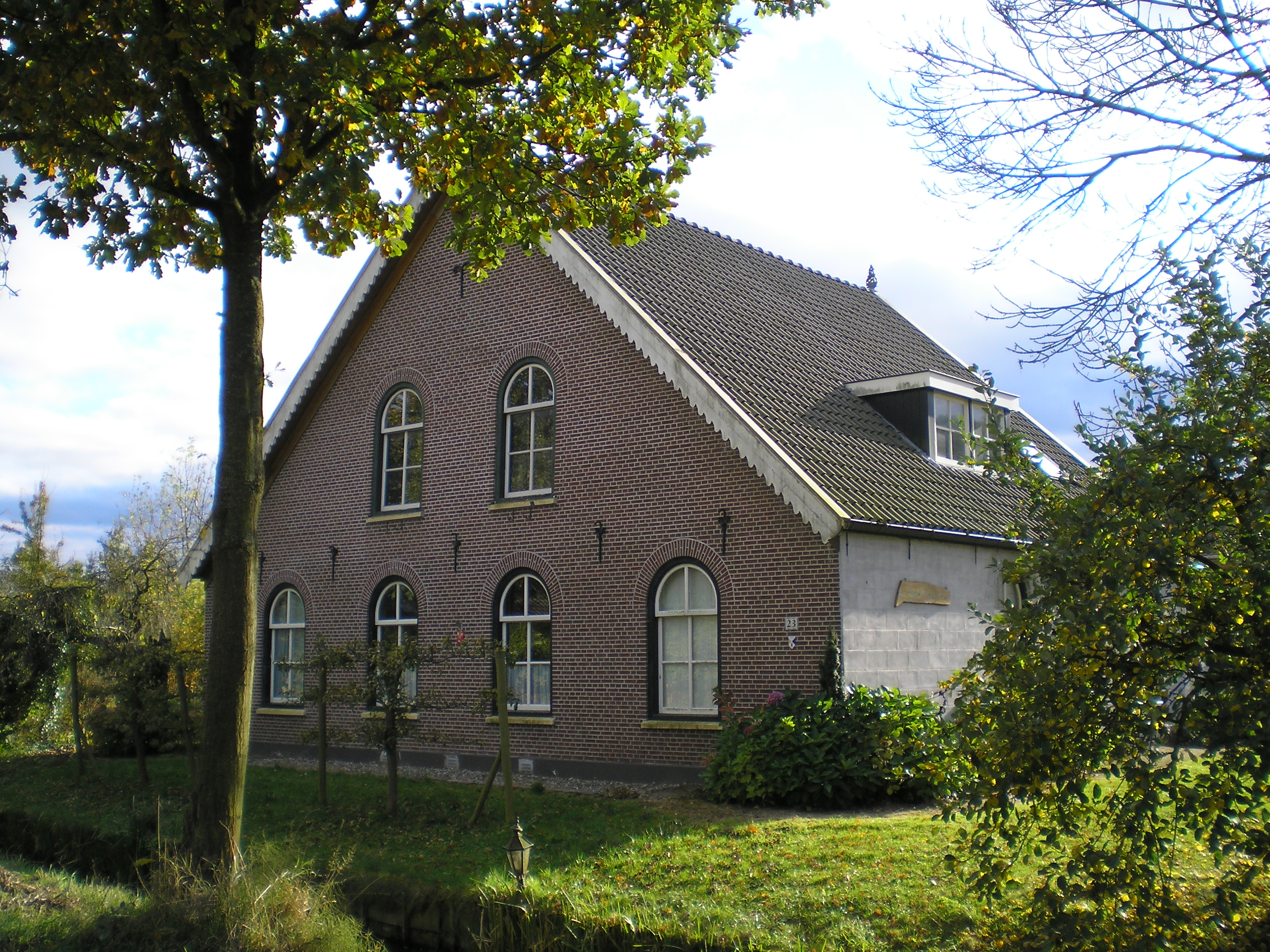
Boerderij aan de Wickenburghseweg 23
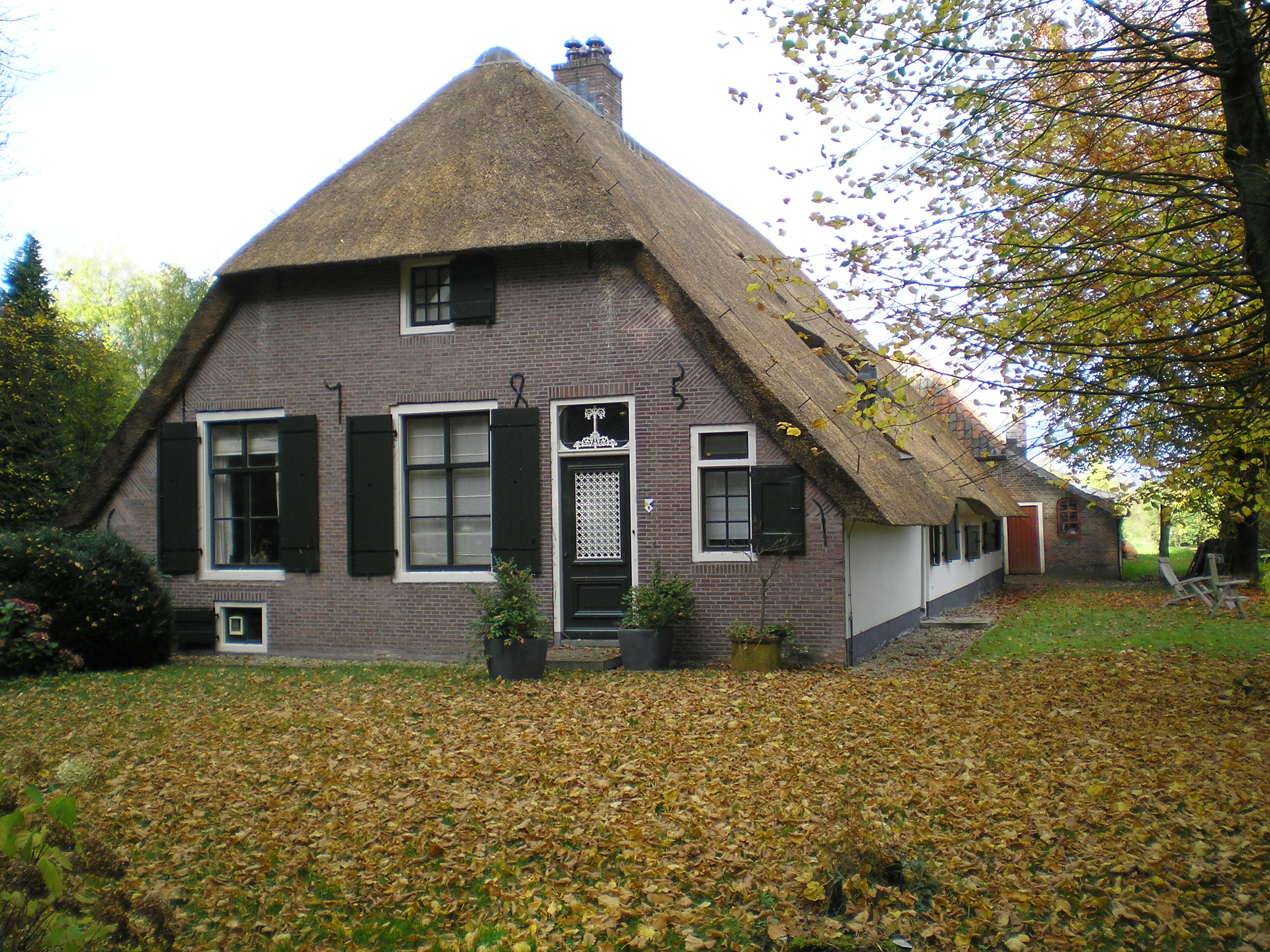
Boerderij Kortland aan de Wickenburghseweg 26
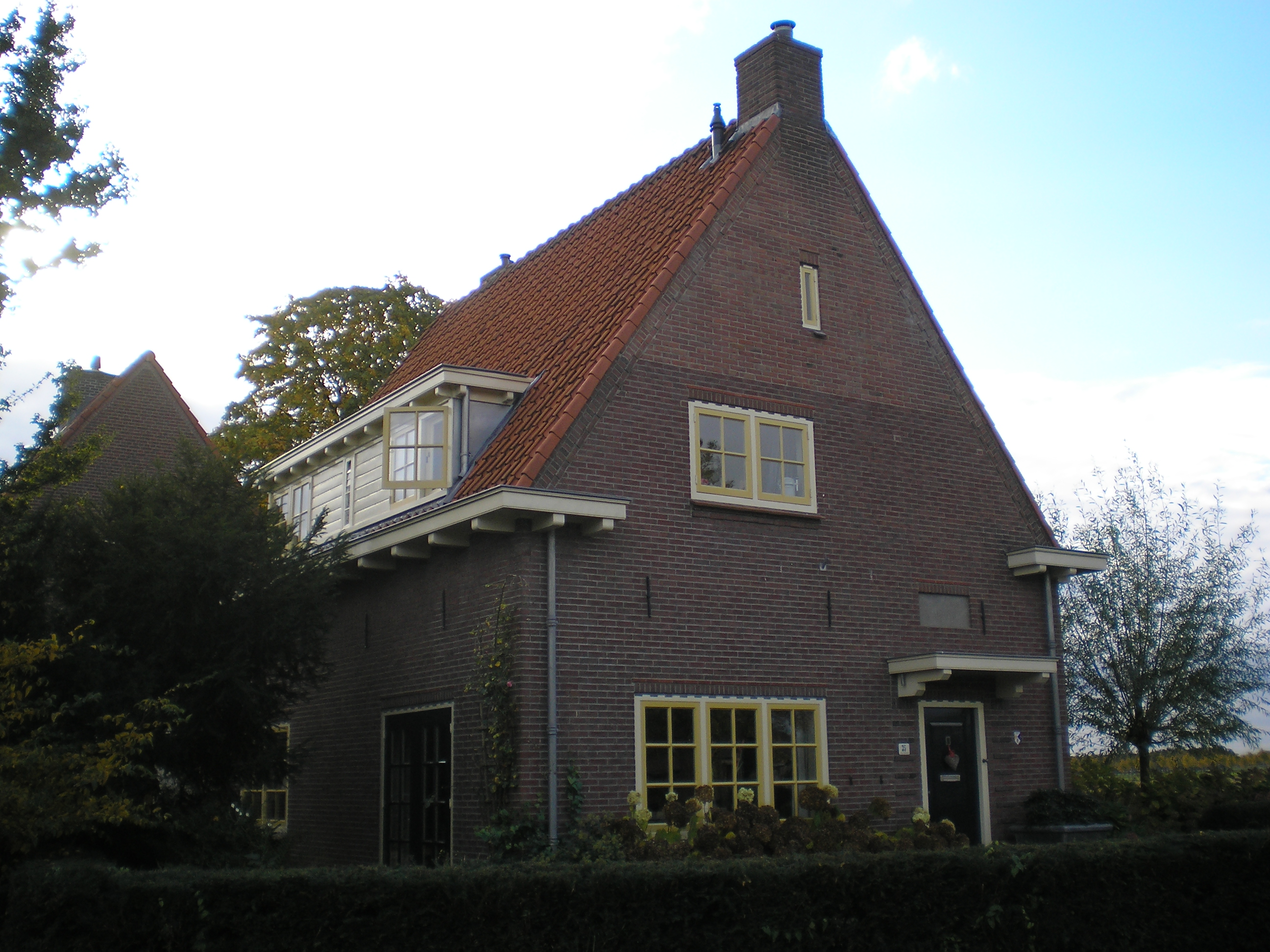
Wickenburghseweg 35
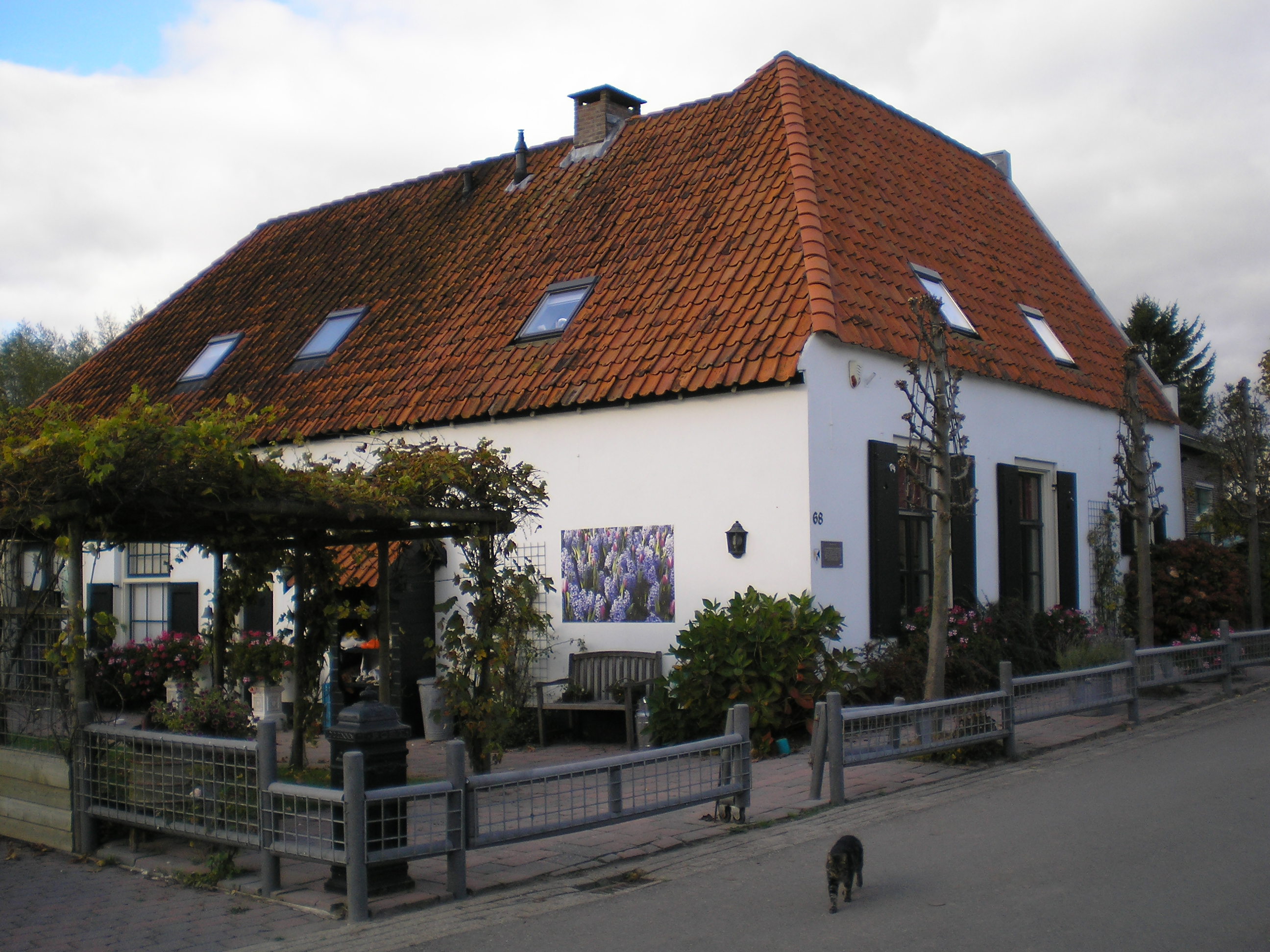
't Rechthuis aan de Wickenburghseweg 68
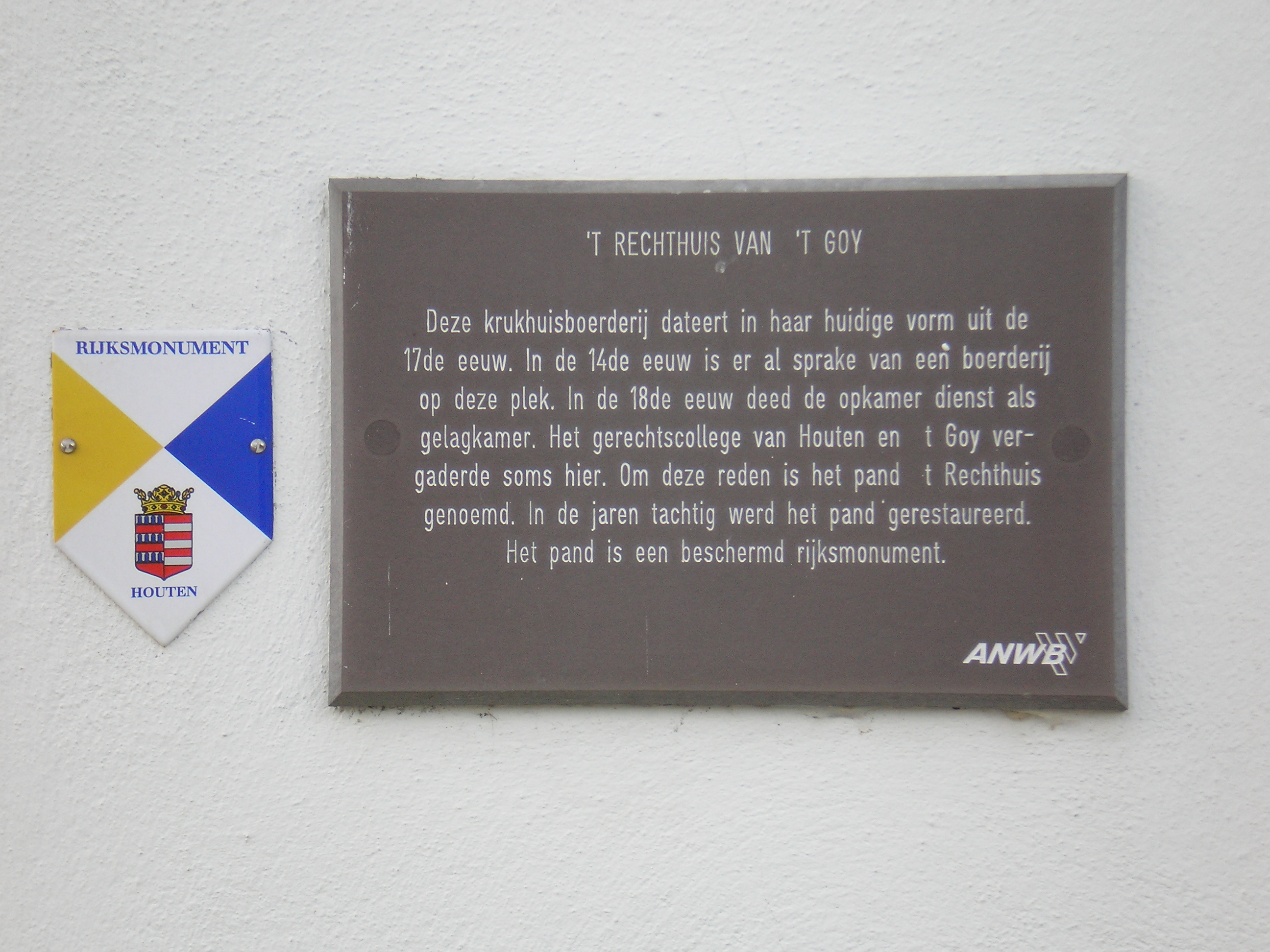
ANWB infobord aan 't Rechthuis Wickenburghseweg 68